# Focke-Wulf Fw 190
El Focke-Wulf Fw 190, apodado Würger (‘alcaudón’ en alemán), fue un avión de caza alemán de la Segunda Guerra Mundial diseñado por Kurt Tank a finales de los años 1930. Este avión monoplaza propulsado por un motor radial fue el último caza de pistón alemán producido en masa que entró en acción durante la guerra. Reemplazó de forma parcial al exitoso Messerschmitt Bf 109 a partir de 1941. Desde el inicio de su producción en 1941, fue continuamente rediseñado hasta el final de la guerra, durante esos cuatro años fueron fabricados más de 20 000 aparatos. En 1945, el Fw 190 operaba de manera efectiva en todos los frentes.
El Fw 190 era muy apreciado por sus pilotos, y desde su primer combate en 1941, demostró ser superior en todos los aspectos, excepto en radio de giro, al principal caza de la Royal Air Force, el Supermarine Spitfire Mk. V. No fue hasta la introducción del ampliamente mejorado Spitfire Mk. IX en el otoño de 1942 cuando se restableció la igualdad cualitativa. En sus últimas versiones mantenía una relativa igualdad con los últimos cazas de los Aliados.
El rendimiento de los primeros Fw 190A se veía reducido a grandes alturas (normalmente por encima de los 6000 metros), lo que complicó su uso como interceptor a gran altitud. Esas complicaciones fueron corregidas casi en su totalidad en los modelos posteriores, particularmente con la variante Fw 190D en el otoño de 1944.
Al igual que el Bf 109, el Fw 190 fue empleado como caballo de batalla de la Luftwaffe, y demostró ser competente para una amplia variedad de funciones: caza de superioridad aérea, cazabombardero, avión de ataque a tierra, caza de escolta, y también utilizado, aunque con menos éxito, como caza nocturno.
Algunos de los más exitosos ases de la aviación de la Luftwaffe pilotaron el Fw 190. Los más destacados fueron Otto Kittel con 267 victorias, Walter Nowotny con 258 victorias y Erich Rudorffer con 222 victorias atribuidas, consiguiendo una gran parte de sus derribos mientras pilotaban el Fw 190. También Hans-Ulrich Rudel, con más de 2500 incursiones y 519 tanques destruidos, el más famoso piloto de Stuka (Ju 87) pilotó un Fw 190 después de que se retirara del servicio activo el avión que lo hizo tan famoso.

## Historia
Este caza resultó una sorpresa muy desagradable para los aliados, especialmente los británicos, que después de rechazar el ataque alemán en la Batalla de Inglaterra, se encontraron con este aparato en el verano de 1941. Estos nuevos cazas superaban ampliamente a los Spitfire V. En 1942, los aliados lograron capturar un Fw 190 y las malas noticias se confirmaban: este caza era increíblemente superior a cualquiera de sus contrapartes aliados.
En cuestiones de maniobrabilidad era igual que los cazas aliados, pero su velocidad superior, robustez estructural, las dimensiones acotadas, potente armamento y su cabina que permitía gran visibilidad, le hacían un enemigo muy difícil, cuando no imposible de batir. Con la llegada del P 51D se vio apenas superado en algunos puntos en cotas superiores a los 6000 m.
Aunque ya desde 1937 la Luftwaffe contaba con el Messerschmitt Bf 109 como el avión más moderno de toda Europa, el Technisches Amt (Departamento Técnico) del Reichsluftfahrtministerium – RLM («Ministerio del Aire del Reich») no deseaba correr el riesgo de perder la supremacía tecnológica, por lo cual envió a las diferentes empresas aeronáuticas las especificaciones para un nuevo caza monoplano durante el invierno de 1937–1938.
La empresa Focke-Wulf Flugzeugbau G.m.b.H. con el ingeniero Dr. Kurt Tank al mando del equipo de diseño, ingeniero Ludwig Mittelhauber y jefe de construcción Andreas von Fahlman, idearon un compacto monoplano de ala baja con motor radial refrigerado por aire de 18 cilindros en doble estrella BMW 139 de 1550 CV a nivel del mar, con una cilindrada de 55 400 cc, el cual solo era el resultado de la unión de 2 BMW 132 unidos por un cigüeñal. Debe explicarse que BMW había comprado una licencia para construir los motores Hornet de Pratt & Whitney. A mediados de los 30 introdujeron una versión mejorada, el BMW 132.
La elección de este tipo de motor fue una de las principales razones por la cual este diseño fue elegido ganador, pues la gran mayoría de los aparatos en función utilizaban motores en línea del tipo Junkers Jumo 211 y Daimler-Benz DB-601. Otra razón es que, al no tener un complicado sistema de refrigeración, lo hace menos propenso a los daños en combate y, por último, que en ese momento eran mucho más potentes que cualquier motor lineal construido.
La principal característica de este avión era el minucioso diseño en detalle hecho por el ingeniero Rudolf Blaser para la construcción de sus componentes en fábricas dispersas, siendo 24 los subcontratistas que participaron en el programa, para luego llevar las piezas a los lugares de montaje cerca de las pistas. Esta medida fue muy inteligente como demostraría la 8.ª Fuerza Aérea y el Bomber Command entre los años 1943 a 1945.
Una de las cosas más curiosas era que las superficies de control, los flaps, el dispáro de armas y el tren de aterrizaje eran accionados eléctricamente, por lo que eran más resistentes al daño en combate, pues los cables están menos expuestos por ser delgados en comparación a los sistemas hidráulicos. Por lo tanto dependía de una batería eléctrica, la cual se situaba en un compartimento blindado detrás del piloto.
Otros detalles interesantes eran los indicadores de posición del tren de aterrizaje principal, los cuales eran unas barras de color rojo que sobresalían del extradós alar al extenderse este.
A diferencia del Bf 109 tenía un tren de aterrizaje retráctil, articulado a un tercio de la envergadura total, lo cual lo hacía muy estable y con una gran luz sobre el suelo, que sería una gran ayuda más adelante para la utilización de los diversos sistemas de armamento. El tren de aterrizaje se cerraba con una tapa al tocar el pozo correspondiente. El principal inconveniente era la mala visibilidad hacia delante durante los despegues y aterrizajes, pero durante el vuelo la cúpula de plexiglás de una sola pieza proveía una excelente visibilidad hacia todos lados.
La potencia del motor BMW 139 era entregada a una hélice de velocidad constante VDM, la cual estaba carenada en una ojiva aerodinámica para aumentar la penetración en el aire, la refrigeración estaba facilitada por una soplante de 10 palas engranada a 3,5 veces más que las revoluciones del motor, delante de la primera estrella de cilindros. Los tubos de escape descargaban a ambos lados del fuselaje y bajo el ala entre los pozos del tren de aterrizaje.
En el diseño original, el armamento iba a estar instalado solamente en las alas.
Las dimensiones generales eran de un largo aproximado de 8,7 m; envergadura de 9,5 m y superficie alar de 14,86 m².
El Fw 190 fue empleado en el frente oriental contra los soviéticos, y cuando se comprobaron sus habilidades en el ataque a suelo, sustituyó al lento y vulnerable Ju 87 Stuka. De hecho, las versiones F y G del Fw 190 se diseñaron para la misión de cazabombardero, pudiendo transportar en casos extremos en el soporte ventral variaciones de armamento desde 4 bombas SC-50, de 50 kg hasta una bomba SC-1800, con la aleta ventral quitada, de 1800 kg, carga superior a la de muchos bombarderos medios aliados.
Este aparato también fue el soporte para muchas armas experimentales cuando Alemania veía que estaba perdiendo la guerra, como el modelo Sturm. Algunas eran intentos desesperados, pero algunas eran grandes ingenios partiendo de la sencillez.
Un ejemplo es la SG 113A Fortersonde. Se trataba de una pareja de cañones contra carro de 77 mm que disparaban sin retroceso. Al sobrevolar una columna, el campo magnético generado por los carros activaba las armas que comenzaban a disparar perforando el débil blindaje superior de los carros.
Las armas pesadas del Fw 190 resultaron más letales contra los bombarderos estadounidenses que ya penetraban en el corazón de Alemania para bombardear la estructura industrial necesaria para mantener el esfuerzo de guerra alemán, así como las ciudades más importantes del Reich. Esta época corresponde ya a 1944, cuando la serie "D" del P-51 Mustang estadounidense ya era superior al Fw 190A a cotas superiores a los 2000 metros, donde el motor radial perdía rendimiento frente a los motores Merlin Mk.60 sobrealimentados de los P-51. 
La célula original tenía un gran potencial de desarrollo y sobre la cual Kurt Tank logró remediar los problemas del Fw 190A a grandes alturas instalando motores lineales sobre alimentados.
Desde esta línea genealógica se desarrolló el Focke-Wulf Fw 190D y terminando con las variantes Ra-4 que posteriormente pasó a conocerse como Ta-152H-1 y desembocando en el Ta-153 para muy grandes alturas, preparándose para combatir contra los B-29.

## Desarrollo y variantes

### Prototipos
Fw 190V-1
- N.º de serie: W.Nr.0001
- Matrícula: D+OPZE y posteriormente WL+FOLY y RM+CA.[5][6]

Fue presentado al público el 19 de mayo de 1939 llevando matrícula civil. El primer vuelo fue el 1 de junio de 1939 en Bremen a manos del Ingeniero Jefe de Pruebas de Vuelo Flugkapitän Hans Sander. El Fw 190V-1 voló magníficamente bien, pero como la soplante de refrigeración no fue entregada a tiempo, se recalentó la última fila de cilindros y la temperatura dentro de la cabina llegaba hasta los 55 °C a la altura de los pies del piloto.
Luego el prototipo fue trasladado a Rechlin. Durante las pruebas de vuelo se logró una velocidad máxima horizontal de 595 km/h a 4000 m.
Durante 1940 la ojiva aerodinámica fue retirada, colocándose un capó tipo NACA convencional, ya que el anterior no permitía la entrada de aire suficiente para la refrigeración del motor, y la pérdida de velocidad era mínima.
Fw 190V-2
- N.º de serie: W.Nr.0002
- Matrícula: FL+OZ y posteriormente RM+CB.[5][6]

Su primer vuelo fue el 31 de octubre de 1939.
Fue el primer aparato con armamento, siendo este de 1 ametralladora ligera Rheinmetall-Borsig MG-17 y 1 ametralladora pesada Rheinmetall-Borsig MG-131 en el arranque de cada ala disparando a través del disco de la hélice. Se realizaron los primeros ensayos de fuego sobre blancos terrestres.
Este prototipo fue presentado al Reichsmarshall Hermann Göring, el cual quedó impresionado por sus prestaciones, por lo cual se hicieron los pedidos de 40 aviones de preproducción Fw 190A-0.
El 4 de marzo de 1940 se accidentó por un fallo en el cigüeñal.
También se reemplazó la ojiva aerodinámica por un capó NACA.
Fw 190V-3
No se llegó a terminar porque se estaba trabajando en el ampliamente rediseñado Fw 190V-5.
Fw 190V-4
Fue utilizado para pruebas de resistencia estructural.
Fw 190V-5
Indudablemente, el éxito del diseño del Fw 190 estaba en juego, pues el BMW 139 era el resultado de una tecnología de la década anterior, pero la solución ya estaba en camino. Desde 1936, los ingenieros Bruckmann y Sachse de la Bayerische Motoren Werke Flugmotorenbau G.m.b.H. o BMW estaba desarrollando un nuevo motor designado como BMW 801.
Este era un motor radial de 14 cilindros en doble estrella con una capacidad de 41,8 L. Para sacar el máximo rendimiento estaba sobrealimentado con un compresor centrífugo (con 24 palas) de 1 etapa y 2 velocidades. Con un largo de 2 m, radio de 1,29 m y un peso de 1 T, la versión utilizada en el Fw 109V-5 era el BMW-801C-1 con una potencia de 1600 CV a 2700 RPM al despegue y 1380 CV a 2700 RPM a 4600 m. El consumo era de 0,22 kg/CV/h en crucero a nivel del mar. Utilizaba combustible B4 de 87 octanos.
Lo más innovador del diseño era el Kommandogerät, un sistema de control del motor con las mismas características de los sistemas electrónicos de los autos modernos, pero utilizando sistemas mecánicos. Esto permitía al piloto obtener siempre el mejor rendimiento del motor con solo usar una palanca de mando, desde la cual se controlaban las revoluciones del motor, presión de entrada del aire a la mezcla, régimen del sobrecompresor, programación de encendido, etc. Y todo esto en 1936.
Para utilizar este nuevo motor, el cual era más pesado, y acatar la exigencia del Technisches Amt de colocar un par de armas extras delante de la cabina (2x Rheinmetall-Borsig MG-17), se debió proyectar hacia delante la montura del motor 1 dm y la cabina desplazarla hacia atrás para mantener el centro de gravedad. El radiador blindado del aceite, se instaló alrededor del capó frontal del motor. El primer vuelo fue efectuado en abril de 1940. 
En agosto del mismo año se accidentó y se aprovechó para instalar un ala de mayor envergadura, por lo cual se llamaron Fw 190V-5g (grösser = mayor) Fw 190V-5k (kleiner = menor) y se alargó el estabilizador 36,5 cm, de modo que las dimensiones quedaron en un largo de 8,8 m, envergadura de 10,5 y una superficie alar de 18,3 m².

### Preproducción
Fw 190A-0
Se pidió la construcción de 40 aparatos. Esta variante de preproducción estaba compuesta por los prototipos Fw-190V-6 y Fw-190V-7.
El Fw-190V-6 se utilizó para probar las características de vuelo y prestaciones.
El Fw-190V-7 fue empleado para las pruebas de armamento, el cual consistía en 2x Rheinmetall-Borsig MG-17 de 7,9 mm sobre el capó, 1x Rheinmetall-Borsig MG-17 de 7,9 mm en el arranque de cada ala y 1x Rheinmetall-Borsig (licencia Oerlikon) MG-FF de 20 mm instalados por fuera de los aterrizadores. Se construyeron dos aparatos.
Los siguientes aparatos fueron construidos con las características del Fw-190V-6 y Fw-190V-7.
Solo se fabricaron 28 aparatos hasta el N.Wr.0035.
Los dos primeros tenían motores BMW-139 y el resto BMW-801C-1, el armamento era de dos Rheinmetall-Borsig MG-17 de 7,9 mm sobre el capó, una Rheinmetall-Borsig MG-17 de 7,9 mm en el arranque de cada ala con una mira REVI C/12C. El piloto estaba protegido por una plancha de 14 mm detrás de la cabeza y un parabrisas blindado de 58 mm. Los primeros nueve aparatos tenían el ala corta original.
Los primeros seis se entregaron en marzo de 1941 al Erprobungsstaffel 190 en Rechlin-Roggenthin y estaba comandada por el oficial técnico Oberleutnant Otto Bahrens. Estaba formada por personal del II/JG-26 “Schlageter”, la cual sería la primera unidad de primera línea que utilizaría el Fw-190.
En mayo de 1941, la unidad Erprobungsstaffel 190 fue trasladada al aeropuerto Le Bourget en París para continuar las pruebas en condiciones operacionales. Se enfrentaron en combates simulados contra Spitfire y Hurricane capturados.
Cuando la comisión especial del RLM llegó a inspeccionar, encontraron graves problemas de mantenimiento: recalentamiento de la estrella trasera de cilindros aunque se instaló una soplante de refrigeración de 12 palas engranada a 3,17 veces la velocidad del cigüeñal, ruptura de conductos de aceite y combustible, rotura del radiador blindado de aceite, mal funcionamiento del sistema de paso variable de la hélice VDM. Todo esto producía incendios en el compartimiento del motor que terminaba en detenciones del motor durante el carreteo, llenando la cabina de humo negro.
Además lo complicado del Komanndogerät hacia difícil el trabajo para los jefes de mantenimiento.
Por todo esto se pidió la cancelación del programa del Fw-190. Para revertir esta situación se efectuaron 50 modificaciones para que fuera aceptado en servicio.
El recalentamiento de la estrella trasera del motor fue corregido colocando otra soplante de refrigeración por detrás de la segunda fila de cilindros.
El resultado de las pruebas de vuelo: este aparato tenía gran velocidad horizontal, elevada velocidad en picada y trepada y enorme resistencia estructural. Para sacar el máximo rendimiento en contra del Spitfire era necesario mantener el combate en el plano vertical, pues el Fw-190 era claramente superior en los picados a gran velocidad y virajes de alerón a alta velocidad, siendo la mejor maniobra de evasión un medio tonel y luego un picado. 
La razón por la cual el Spitfire ganaba en el combate clásico era por su alta superficie alar, de 22,5 m² en el Spitfire, en comparación con los 18,3 m² del Fw-190, lo cual implicaba una capacidad limitada de giro.
Otras desventajas eran una alta velocidad de aterrizaje y un pobre control lateral a gran velocidad.
Como quedaron demostradas las grandes posibilidades del Fw-190A-0, se dio licencia de construcción a las siguientes empresas:
- AGO (Oschersleben)
- Arado Flugzeugwerke (Warnemünde)
- Dornier (Wismar)
- Fieseler (Kassel-Waldau)

### Fw 190A
En total aproximadamente 13 291 Fw 190s fueron producidos en todas las variantes.

#### A-1 a A-3
Fw 190A-1
No presentaba cambios respecto a la versión de preproducción, Fw 190A-0, con igual armamento y motor, radio FuG-7 y el sistema de identificación amigo-enemigo (IFF) FuG-25. Todavía se producían problemas con el sobrecalentamiento y fuego en el motor, por lo cual no se utilizó en el frente del Este dada la poca fiabilidad que ofrecía.
El primer vuelo del A-1 se efectuó en algún momento de septiembre de 1940 y pasó a prestar servicio en junio de 1941, siendo para julio una de las primeras unidades del frente con el VI/JG-26 en Moorseele, Bélgica, donde reemplazó a los Bf 109E-7; y para septiembre con el III/JG-26, sustituyendo al Bf 109F-4.
El primer combate real del Fw 190A-1 se dio en el mes de septiembre contra Spitfires Mk.V sobre Dunquerque, en donde demostró tener un comportamiento superior a dichos cazas de la RAF, quizá exceptuando el radio de viraje. Los aparatos del VI/JG-6 atacaron una formación más numerosa de Spitfires Mk.V en un picado desde el sol, derribando 3 de ellos en la primera pasada.[cita requerida] Se construyeron aproximadamente 200 aparatos en total en la planta Focke-Wulf de Marienburg.
Fw 190A-2
El motor se cambió por el BMW-801C-2, que se diferenciaba de la versión C-1 en la mejora del sistema de sobrealimentación, lo cual permitía ahora alcanzar en caso de emergencia una velocidad de 662 km/h a una altitud de 7600 metros.
Se solucionaron los problemas de sobrecalentamiento y fuego del compartimento del motor colocando otra soplante de refrigeración detrás de la última estrella de cilindros y ranuras en los laterales de la cubierta del motor. Esta modificación se hizo retroactiva a los Fw 190A-1.
El armamento fue potenciado con el cambio de las ametralladoras ligeras Rheinmetall-Borsig MG-17 de las raíces alares por los mucho más potentes cañones Mauser MG 151/20E de 20 mm. Este cambio provocó que la parte que contenía el armamento sobresaliera levemente sobre la superficie de la raíz del ala. Por lo tanto, el armamento quedaba de la siguiente manera:
- 2 ametralladoras ligeras Rheinmetall-Borsig MG 17 de 7,92 mm sobre el capó del motor.
- 1 cañón Mauser MG-151/20E de 20 mm en las raíces alares.
- 1 cañón Ikaria- MG-FF/M de 20 mm en cada ala.

Entró en servicio en noviembre de 1941 con el II/JG-26. Su acción en combate más reconocida fue la protección de la Operación Cerberus, derribando cerca de 50 aeronaves durante los combates.
Fue el primer Fw 190 realmente fiable.
Se construyeron alrededor de 400 Fw 190A-2.
Fw 190A-3

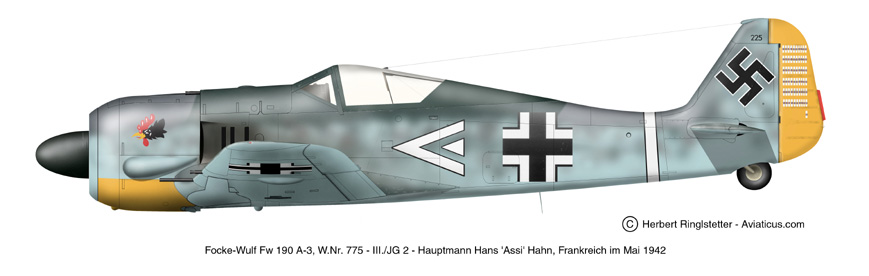
Fw 190 A-3, III./JG 2, Hans "Assi" Hahn, Francia, 1942

Similar al A-2, introduce el motor BMW 801D-2.
En el otoño de 1942, una decisión política desvió 72 aviones nuevos de las cadenas de producción para entregarlos a Turquía en un esfuerzo para conservar a este país amistoso con el Eje. Estos fueron designados Fw 190 A-3a (idioma alemán: a=ausländisch (extranjero), la designación para modelos de exportación) y estos fueron entregados entre octubre de 1942 y marzo de 1943. El avión turco tenía el mismo armamento que el A-1, cuatro ametralladoras MG 17 y dos cañones franceses MG, pero no poseían los dispositivos electrónicos IFF FuG 25.

#### A-4 a A-6

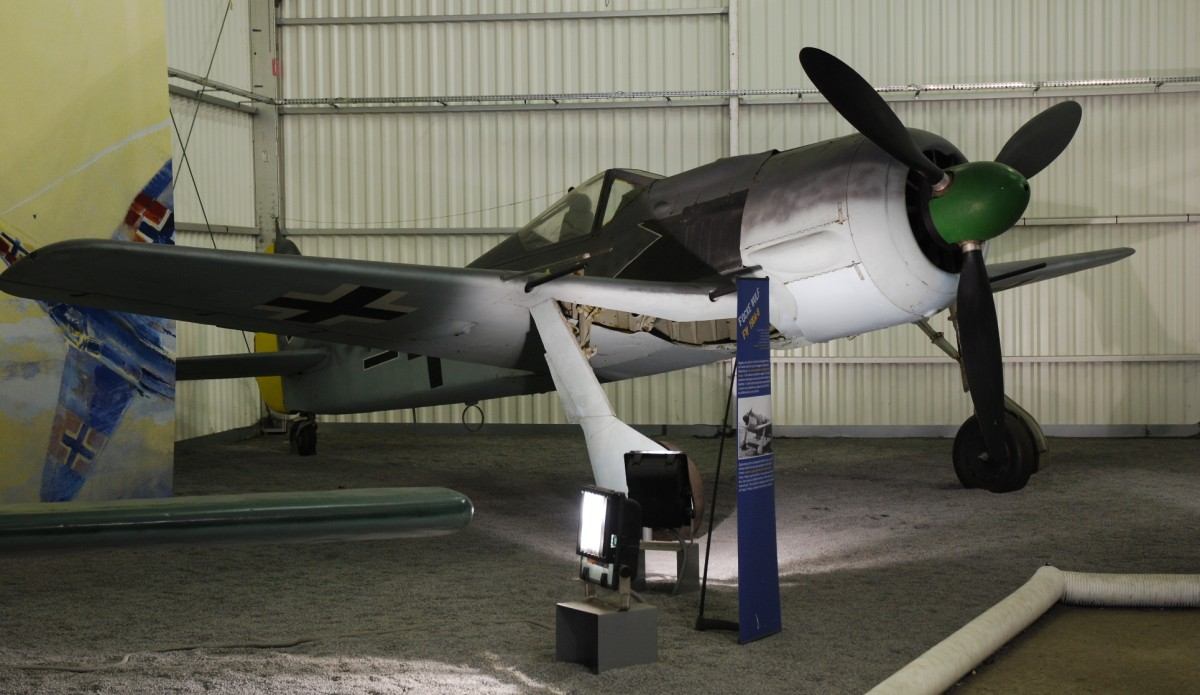
NC 900 en Le Bourget pintado con colores de la Alemania nazi

Fw 190A-4

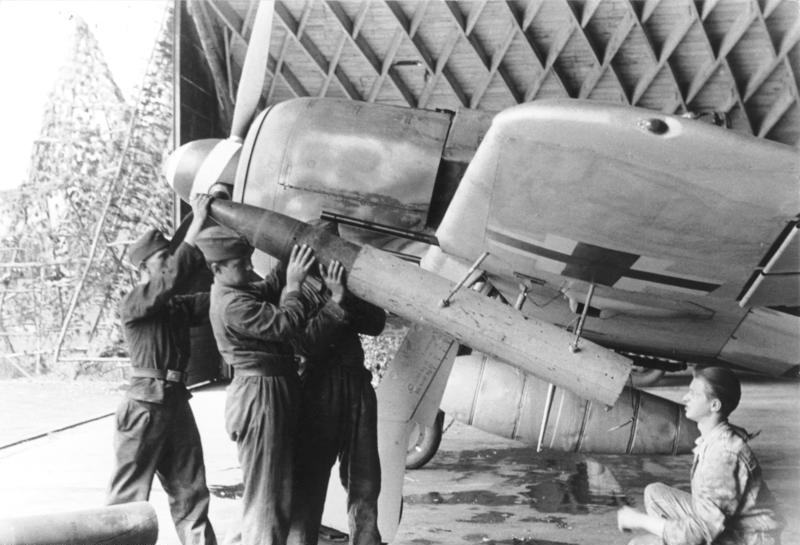
Con un Mortero de cohetes subalar WGr 21

Similar al A-3, pero contaba con un equipo de radio revisado y un sistema suplementario de inyección de metanol/agua. También se introdujo la variante U8 configurado como caza-bombardero con soportes bajo las alas para bombas y el fuselaje para llevar bombas o un depósito de combustible lanzable. 
Fw 190A-5
Es el A-4 con la instalación del motor rediseñada para moverlo hacia delante 152,5 mm para restablecer la posición del centro de gravedad, tras la adición de equipo en la parte posterior del fuselaje. Se fabricaron 723 aparatos como cazas, cazas nocturnos, ataque a suelo, etcétera. Y también contaba con una variante "U" de caza-bombardero, además de una variante de entrenamiento S-5.
Fw 190A-6
Versión revisada del A-5/U10 con una estructura alar más ligera, que sin embargo podía soportar cuatro cañones de 20 mm en lugar de los dos cañones de 20 y las dos ametralladoras ligeras de 7,92 mm. Se fabricaron 569 unidades, de las cuales unas lo fueron como cazas, otras como caza-bombarderos capaces de llevar 1000 kg de bombas, o como destructores de bombarderos, con cañones de 30 mm, o incluso como caza nocturno en misiones Wilde Sau (de contorno) y con radar.
La Fuerza Aérea Francesa ordenó a la SNCA, varios modelos de Fw 190 A-6, con la denominación NC900

#### A-7 a A-8
Fw 190A-7
El armamento del capó fue cambiado, pasando de las “cerbatanas” de 7,92 mm a las ametralladoras pesadas MG 131 de 13 mm, permaneciendo sin alterar el armamento alar de cuatro cañones de 20 mm. Derivaba del A5/U9, y solo se fabricaron 80 aparatos, siendo sustituidos rápidamente en la línea de producción por el A-8.
Fw 190A-8
Motor BMW 801D. También monta adicionalmente un depósito de combustible de 95 litros en el fuselaje. Su armamento consiste en dos ametralladoras MG 131 de 13 mm sobre el capó, dos cañones MG 151 de 20 mm cerca del encastre alar y dos cañones opcionales MG 151 de 20 mm o dos cañones Mk 108 de 30 mm en el soporte diseñado para ellos en el ala, más allá del tren de aterrizaje. Se comenzó a fabricar en diciembre de 1943 y se hizo en un número de 1334 aparatos. Incorporaba el incrementador de potencia GM-1 a base de óxido nitroso. Algunos fueron modificados como S-8, es decir, entrenadores biplaza. Fue la última sub-variante que se produjo.
A-8 D/NL
Como el A-8 pero con el BMW801 –2, con una mayor potencia de emergencia. 
A-8/R1 
Disponía de cuatro cañones de 20mm montados en parejas en lugar del cañón externo simple. 
A-8/R3 
Montaba dos cañones Mk103 de 30mm en lugar de los cañones externos de 20 mm. 
A-8/U1 
Conversión biplaza para entrenamiento 
A-8/R8 
Fw 190 con blindaje extra (los Sturmbock, aunque las primeras versiones con blindaje adicional para el piloto, incluyendo la cúpula de la cabina fueron A-6), diseñados para combatir a los bombarderos pesados aliados. 
A-8/R11 
Caza especial “Todo-tiempo” (condiciones meteorológicas) con piloto automático.

#### A-9
Fw 190 A-9
Equipado con el BMW 801 F (2000 cv), montaba el mismo armamento que el A-7. No se produjo. A-9/R11 Caza “todo-tiempo” con piloto automático y sistema especial de radio con el BMW 801 TS. No se produjo. Un total de 910 A-9s fue construido entre el abril de 1944 y el mayo de 1945, sobre todo en la fábrica Cottbus de Focke Wulf.
Estaba prevista una versión mejorada de caza-bombardero (Jabo) Fw 190 A-10 con el motor BMW-801TS o el BMW 801TH pero no llegó a producirse.

### Fw 190D

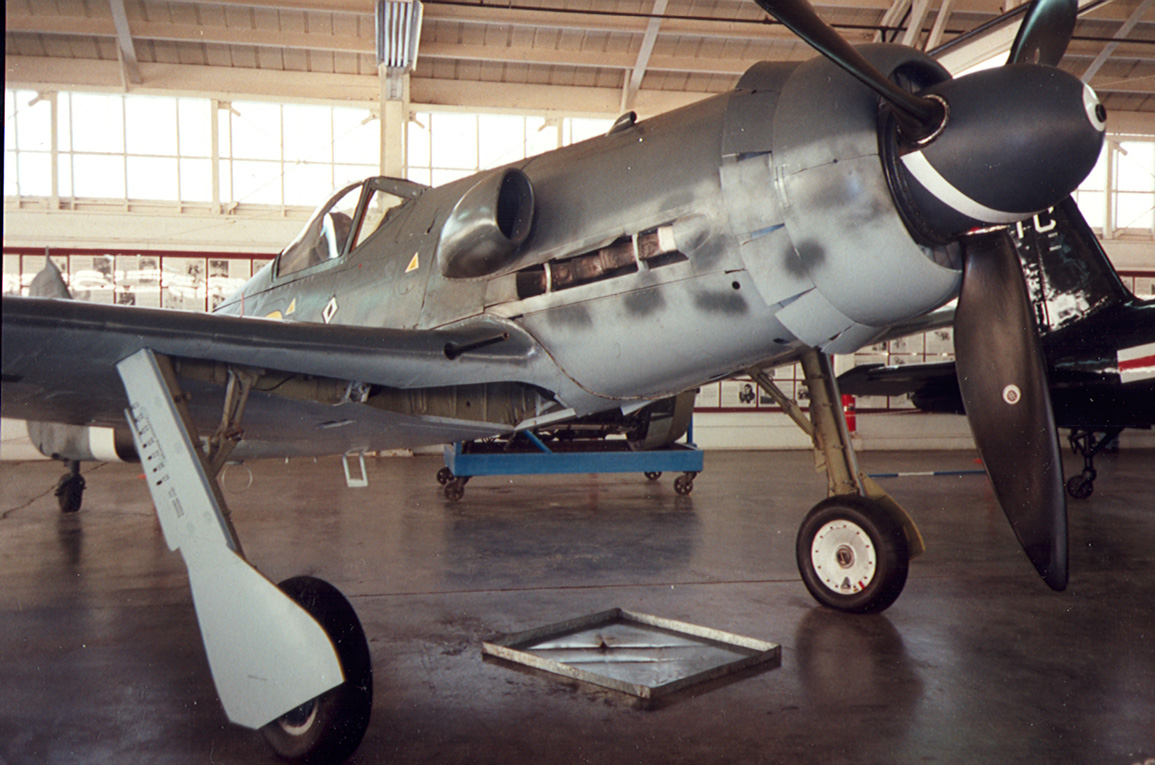
Focke-Wulf Fw 190 D-13/R11, "Amarillo 10," Wk. Nr. 836017 del Champlin Fighter Museum, Phoenix, Arizona, c. 1995.

Este modelo era el desarrollo del Fw 190A con motor en línea, y fue conocido como el nariz larga o narigón ("langnasen"). 
Cuando los Estados Unidos entraron en guerra, los alemanes pensaron que darían prioridad al teatro de operaciones del Pacífico, dejando el europeo para sus aliados en el continente. Por ello no pensaron que necesitarían cazas de gran altura. Sin embargo estaban sufriendo los ataques de los B-17 y temían los de los B-29, contra el cual no tendrían nada que hacer. El por aquel entonces mejor y más numeroso caza que disponían, era el 190. En 1943, el Reich estaba desesperado por el desarrollo de cazas de alta cota.
Tank estaba convencido de que el caza equipado con motor radial de BMW nunca podría alcanzar las actuaciones que se requerían de un caza de alta cota, por la imposibilidad de montar un turbocompresor sin afectar la silueta y, por ende, la aerodinámica de la aeronave, entonces sugirió montar el DB603. El RLM le permitió trabajar en un prototipo con motor DB, pero como proyecto de baja prioridad (que finalmente terminaría convertido en el Ta 152).
Finalmente, como se dijo anteriormente se propusieron tres alternativas como caza a alta cota, el B, el C y el D. El B y el C nunca entraron en producción, y se le dio prioridad al Dora. Tank siempre vio al Dora como un simple caza intermedio, hasta que pudiera emplear el motor de Daimler-Benz, pues estaba convencido de sus mejores prestaciones y mayor potencial de desarrollo. El motor Jumo tenía el radiador en el morro, alojado en un pequeño conducto anular. Para compensar la longitud del morro, el fuselaje trasero también fue alargado, resultando un fuselaje 1,5 m más largo que el modelo A original. Para mejorar la estabilidad, la cuerda (distancia desde el borde frontal al posterior) del estabilizador vertical fue aumentada también. La bancada del motor estaba asegurada a la cuaderna para-llamas a través de cuatro pernos y movía una hélice de tres palas. 
Un pequeño grupo de Fw190 D-0 y –1 fueron entregados para evaluación durante la primavera y el verano del 43. Por algún motivo la numeración entre el D-2 y el D-8 fue omitida, siendo la siguiente variante producida el D-9, en producción desde comienzos de verano del 44.
El piloto iba protegido por blindaje de 14 mm en hombros y cabeza y 8 mm en el respaldo y la zona de alrededor. Su cabina, similar a la del 190 A fue pronto cambiada a una de mayor visibilidad, similar a la del caza bombardero Fw 190F.

#### D-0

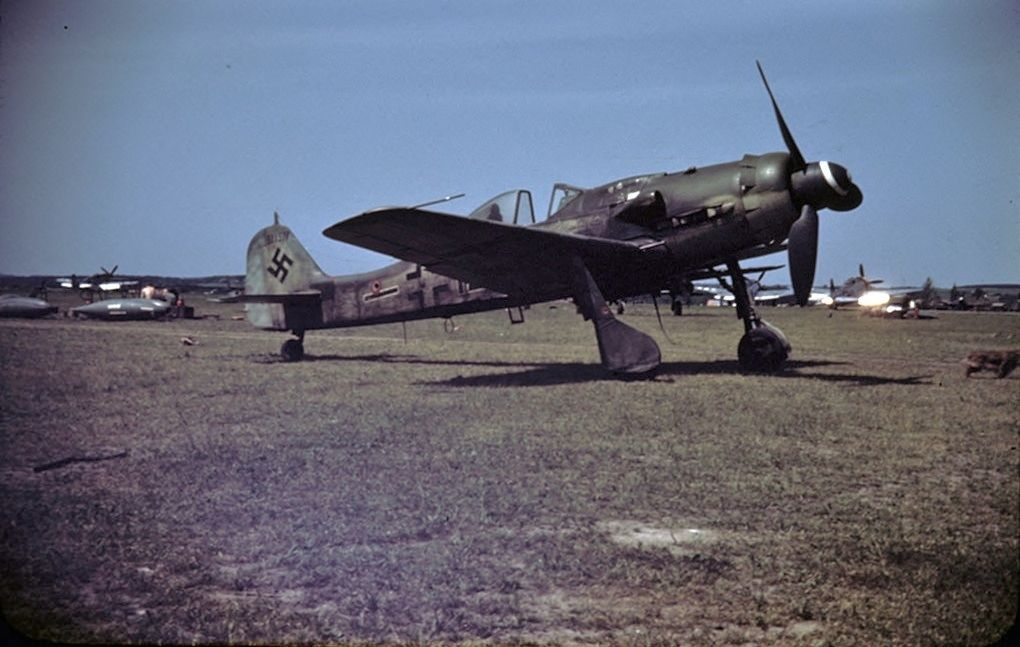
Este Fw 190 D-9 del JG-2 "Richthofen" capturado parece ser una de las últimas versiones producidas por Fieseler en Kassel. Tiene una cubierta de la carlinga último modelo. La línea negra enmarcada en blanco indica que es un avión del II. Gruppe. Detrás se ven P-47s de la USAAF.

Se mantuvo el armamento 2 cañones Mauser MG-151/20 de 20 mm y 2 ametralladoras ligeras Rheinmetall-Borsig MG 17 de 7,92 mm sobre el motor.

#### D-9
El armamento se redujo a 1 cañón de 20 mm en cada ala y se aumentó la pegada instalando 2 ametralladoras pesadas Rheinmetall-Borsig MG-131 de 13 mm sobre el capót del motor.
Para mejorar las prestaciones a baja y mediana altura se incluyó el sistema emergencia MW-50. La visibilidad se mejoró usando una tapa para la cabina abombada.

#### D-11

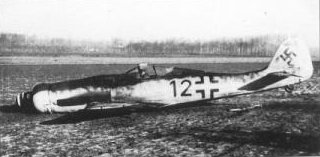
El Teniente Theo Nibel fue derribado en su W.Nr.210079 Negro 12 del 10./JG 54 por una perdiz que agujereó su radiador cerca del campo de aviación británico de Grimbergen durante la operación Unternehmen Bodenplatte. Este avión era el primer D 9 relativamente intacto en ser capturado, el 1 de enero de 1945.

Se fabricaron 17 Fw 190d11. Esta versión fue motorizada por el motor de serie Jumo 213E que también fue usado en la serie del Ta-152H. Cambiaron la toma de aire del sobrealimentador ampliándola sobre la capota de lado de estribor y el empleo de una hélice de madera, VS9 o VS10, que utiliza tres palas C-1 9-27012, con un diámetro de 3,6 metros. Las armas de 13 mm fueron quitadas del fuselaje, y la capota rediseñada, omitiendo las carcasas de armas cambiando a un perfil plano. Dos cañones 30 mm MK 108 fueron instalados en las alas externas para complementar las ametralladoras MG 151 de 20 mm en las posiciones internas. De los 17 Dora-11 entregados, tres son conocidos. Uno, el más conocido, era el "Rote 4" (4 rojo) de la unidad JV 44 Platzschutz. El otro, el "Galón blanco (<)", fue encontrado en München-Riem, y puede haber servido con JV 44 después de la Verbandsführerschule General Jagdflieger (la Escuela de entrenamiento para Líderes de Unidad) en Bad Wörishofen; no se sabe si en realidad fuera usado operacionalmente. Un tercero, "blanco <61" también fue encontrado después de la guerra en la Verbandsfuehrerschule General Jagdflieger.
Mientras la D 11 estaba siendo fabricado, el trabajo sobre el Fw 190 D 12 y la D 13 ya había comenzado. Estos (D 12 y 13) estaban basados en el diseño D 11, sin embargo el D 12 y el D 13 fueron armados con cañones de nariz Motorkanone que disparaban por el cubo de la hélice (la D 12 sería armada con un cañón de 30 mm MK 108 y la D 13 con un cañón de 20 mm MG 151/20). Había tres avión de prueba construidos para la línea D 12, los V63, V64 y V65, pero no se produjo ninguno de serie.

### Variantes de ataque a tierra

#### Fw 190 F

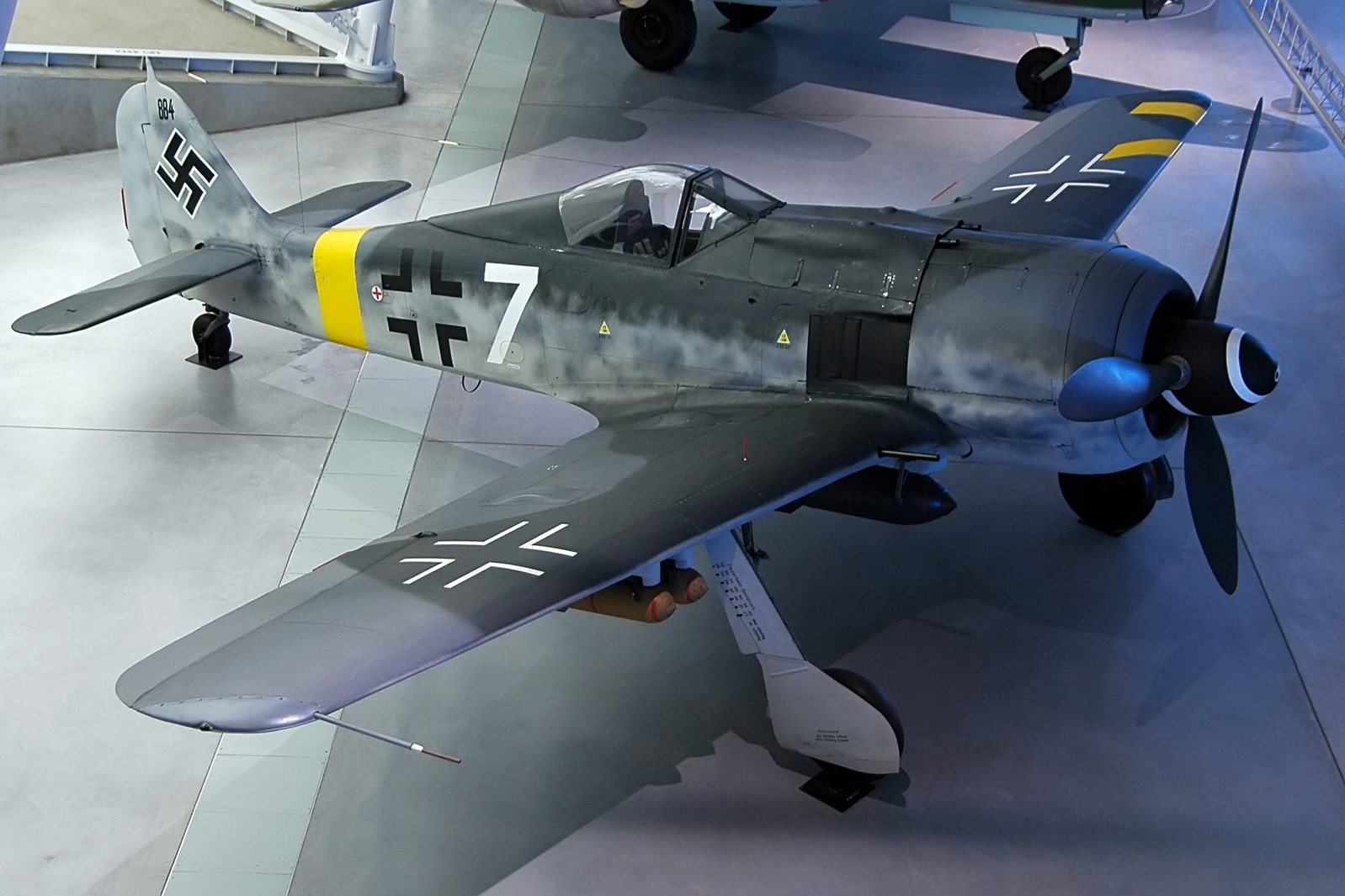
Fw 190 F-8 restaurado en el National Air & Space Museum con distintivos de finales de la guerra.

El Fw 190 F fue fabricado originalmente como un Fw 190 A-0/U4. Las primeras pruebas comenzaron en mayo de 1942. El avión de pruebas A-0 fue equipado con soportes para bombas ETC 50 en el centro del fuselaje y las alas. Los resultados de las primeras pruebas fueron muy buenos, y Focke-Wulf comenzó los trabajos de ingeniería para crear la versión de ataque del Fw 190. Se le añadió un blindaje en la parte inferior del fuselaje, protegiendo a los tanques de combustible y al piloto, y armamento montado en las alas, también incorporó cubierta del motor y mecanismos del tren de aterrizaje nuevos. Finalmente, el kit 3 Umrüst-Bausätze  fue instalado en la aeronave mediante un rack de bombas ETC 501 o ER4 en la línea central del fuselaje y capaz de llevar una bomba SC250 bajo cada ala. Este avión fue designado Fw 190 F-1. Los primeros 30 Fw 190 F-1 fueron renombrados Fw 190 A-4/U3; sin embargo, Focke-Wulf rápidamente comenzó a montar el avión en la línea como Fw 190 F-1, fabricando 18 F-1 más antes de cambiar a la versión F-2. Los Fw 190 F-2 fueron renombrados Fw 190 A-5/U3, los cuales fueron otra vez montados como Fw 190 F-2s en la línea de producción. Según los registros de producción de Focke-Wulf y los informes de aceptación del RLM fueron fabricados 270 Fw 190 F-2.[cita requerida]

### Variantes de entrenamiento

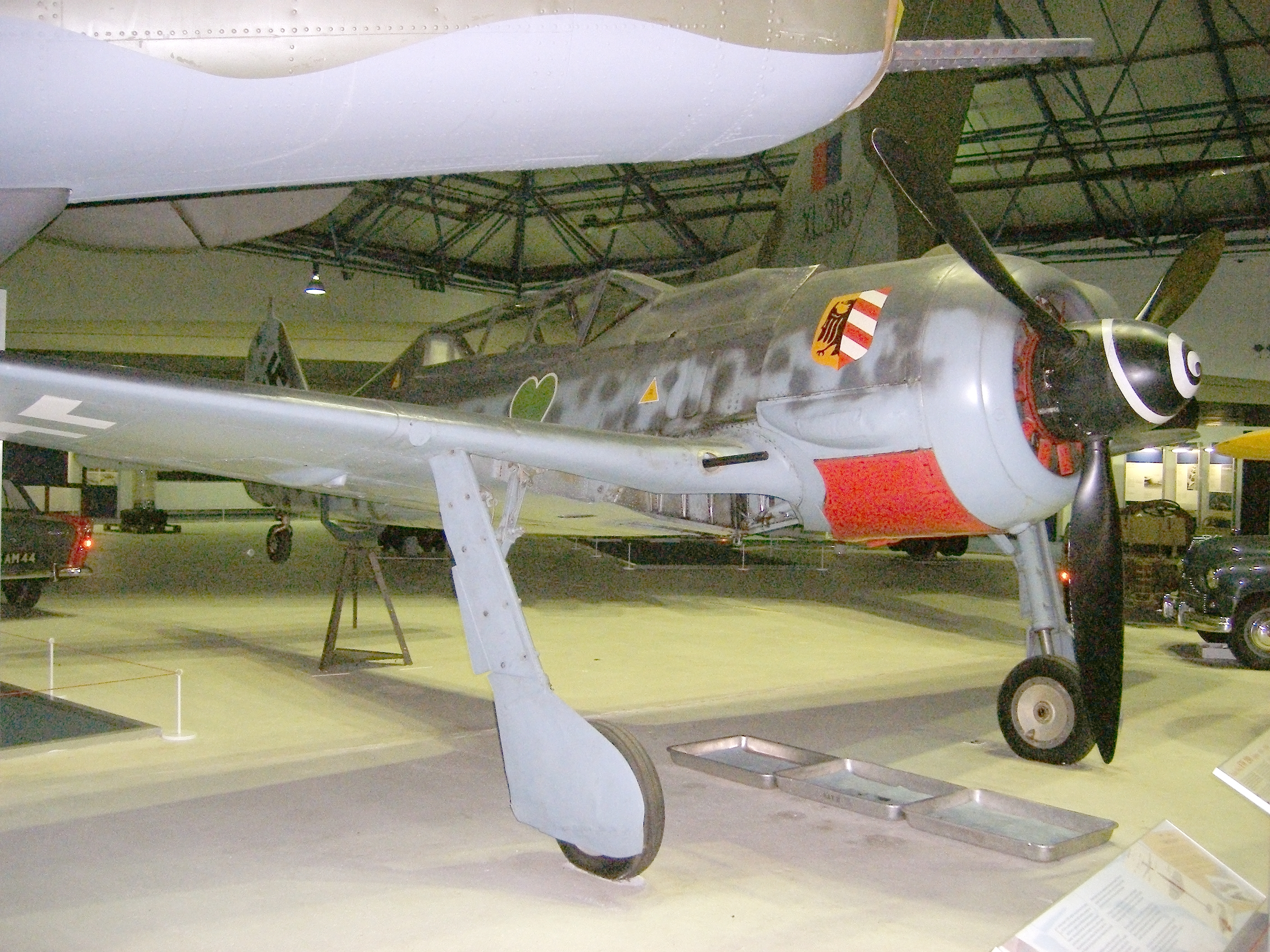
Fw 190 S-8 (reconstruido como F-8/U1), Wk Nr 584219, "Negro 30" en exhibición en RAF Hendon. Era de la Jagdfliegerschule 103.

Como la Luftwaffe retiró progresivamente aviones más viejos como Ju 87, y sustituyéndolos con el Fw 190, muchos pilotos requirieron entrenamiento de vuelo para hacer la transición más rápida y menos accidentada como fuera posible. Así nació el Schulflugzeug (literalmente "escuela de aeroplanos") una versión de entrenamiento del Fw 190. Varios Fw 190 A-5s viejos, y más tarde, en 1944, A-8s, fueron convertidos substituyendo el tanque MW50 con una segunda carlinga. La cubierta de la carlinga fue modificada, sustituida por una variante con una nueva unidad de sección, que se abría hacia un lado, similar a la del Bf 109. La parte trasera del fuselaje fue cerrada con una lámina de metal. Al principio designado Fw 190 A8-U1, más tarde se les equipó con el Fw 190 s-5, y los otros se designaron s-8. Se construyeron aproximadamente 58 Fw 190S-5 y S-8.

### Focke-Wulf Ta 152
El Fw 190D «Dora» fue la base del Focke-Wulf Ta 152. Los últimos modelos de la versión D-9 acabaron re-denominándose Ta, en honor a su diseñador Kurt Tank dando lugar al Ta 152.

## Operadores
Alemania
- Luftwaffe

 Francia

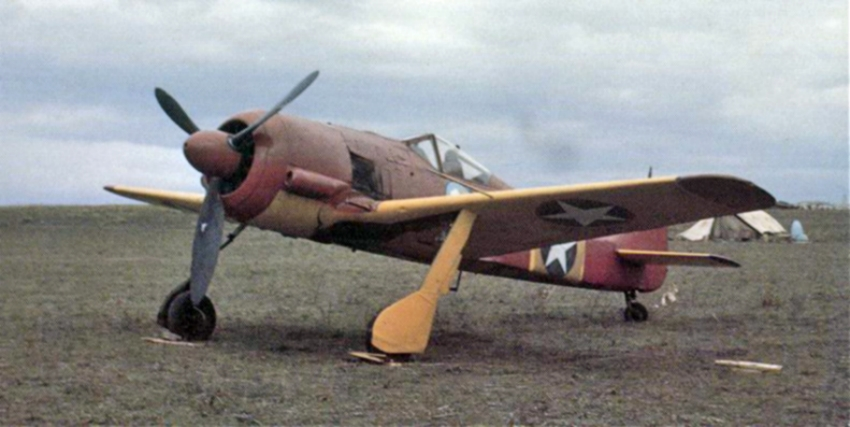
Un Fw 190 capturado en una base estadounidense en Europa.

- El Ejército del Aire Francés encargó 64 aviones en la posguerra a la compañía SNCA. Los modelos Fw 190 A-5/A-6 elegidos fueron denominados NC 900. El avión fue usado durante un corto período y luego fue retirado de servicio por problemas con el motor BMW 801.

 Hungría
- La Real Fuerza Aérea Húngara recibió un total de 72 Fw 190 F-8 a partir de noviembre de 1944. Sirvieron en el 102.º Escuadrón de Cazabombarderos (posteriormente Ala) realizando misiones de apoyo en Frente Oriental entre 1944 y 1945.[15]

 Japón
- El Servicio del Aire del Real Ejército Imperial Japonés recibió 2 Fw 190 A-5/A-8 para evaluarlos.[16]

 Rumanía
- La Real Fuerza Aérea de Rumanía recibió un número de Fw 190 A-8 para ser usados con propósitos defensivos en áreas metropolitanas. Nueve Fw 190 operativos fueron posteriormente confiscados por la Unión Soviética.

 Turquía
- La Fuerza Aérea Turca recibió, a partir de mediados de 1942, 72 ejemplares del Fw 190 A-3a (versión de exportación del A-3) de Alemania, para modernizar su fuerza aérea. Estos aviones fueron básicamente Fw 190 A-3 con motores BMW 801 D-2, radios FuG Vlla y cuatro armas MG-17, con la opción de instalar dos cañones MG-FF/M en las alas. La orden de compra fue completada entre octubre de 1942 y marzo de 1943. Los Fw 190 continuaron en servicio activo hasta 1948/1949.

 Unión Soviética
- Nueve aeronaves rumanas capturadas.

## El Fw 190 y el Ki-61
Durante la guerra, Alemania envió un Fw 190 a-8 a Japón para la evaluación técnica. El análisis del Fw 190 ayudó en el desarrollo del Kawasaki Ki-61 Hien "Tony" y su versión con motor radial Ki-100, expresamente, al acoplamiento acertado de un motor grande a una armadura de avión estrecha. El Ki-61 en sí mismo estaba influenciado por la ingeniería alemana y fue impulsado por una versión japonesa temprana del motor Daimler-Benz DB 601 que impulsaba al Bf 109.

## Fw 190 A-8N (moderno)

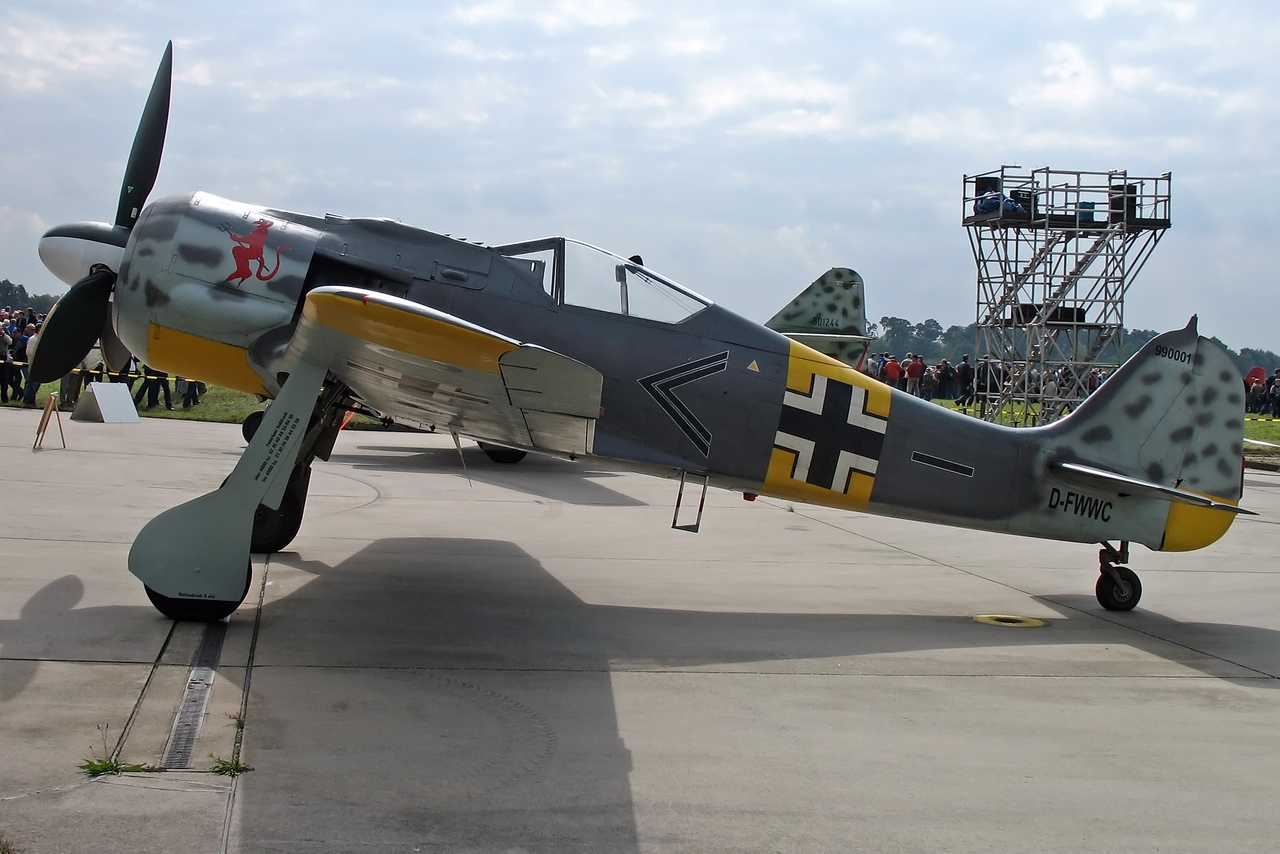
Modelo Fw 190 A8/N de Flug Werk GmbH Alemania, con las marcas del Oberst Erich Rudorffer JG 54 cuando estaba estacionado en Immola/Finlandia

Comenzando en 1997, una pequeña empresa alemana, Flug Werk GmbH, comenzó a trabajar sobre un nuevo Fw 190a-8. Estos Fw 190 A-8s se construyen a partir de cero, usando proyectos originales y otra información de la guerra. Los números Werk fueron continuados donde la industria alemana de guerra dejó. El nuevo Fw 190 a-8 se denominó FW 190 A-8/N (la N para Nachbau, alemán: construido nuevo). Algunos de estos FW 190 nuevos fueron montados con unidades de rueda de cola originales de la Segunda Guerra Mundial; se había encontrado un pequeño escondrijo de ruedas de cola. En noviembre de 2005, se realizaron los primeros vuelos. Irónicamente los motores BMW 801 no estaban disponibles, pero una versión china bajo licencia del motor ruso de 14 cilindros radial en doble estrella, el Shvetsov ASh-82FN usado por los contrincantes del Fw 190: el La-5 y La-7, se usaron para motorizar el nuevo FW 190 A-8/N. Flugwerk contribuyó también decisivamente a la restauración de quizás el único Fw 190a-9 existente. El avión actualmente está siendo restaurado en Duxford, Inglaterra para un propietario estadounidense.
El trabajo también ha comenzado recientemente sobre un Fw 190d-9, y, otra vez irónicamente, será impulsado por un motor V12 modificado del Allison 1710, usado por el P-39 Airacobra, otro enemigo del FW 190 a menudo volado por fuerzas rusas en la Segunda Guerra Mundial. Recientemente este avión, conocido como el 12 Negro, llegó a Kissimmee, Florida, y el 12 de diciembre de 2007, tenía su primer motor funcionando
El Fw 190 A-8/N participó en la película finlandesa de guerra Tali-Ihantala 1944, pintado con las mismas marcas del Oberst Erich Rudorffer de 1944. La película fue estrenada en diciembre de 2007
La Fundación 1 Blanco, ocupada en restaurar y poner en vuelo un original Fw 190 F (1 Blanco, el último pilotado por el Unteroffizier Heinz Orlowski en la Segunda Guerra Mundial) que sirvió con el "Ala de Caza del Océano Ártico" de la Luftwaffe, JG 5 "Eismeer", también tiene un par de motores Junkers Jumo 213 de su colección, completos con radiadores originales anulares, posiblemente con la licencia Kraftei, y al parecer planifica una reproducción de un Fw 190d-9 basado en uno de los motores.
En Dijon, Francia, otro Fw 190 (A-8 F-AZZJ) está siendo construido con los planos de Flug Werk. Se le asignó el número 990013, y se espera comenzar pruebas de motor pronto.

## Especificaciones

### Fw 190 A-8
Referencia datos: aeroweb

### Características generales
- Tripulación: 1 piloto
- Longitud: 9 m
- Envergadura: 10,51 m
- Altura: 3,95 m
- Superficie alar: 18,30 m²
- Peso vacío: 3.200 kg
- Peso cargado: 4.417 kg
- Peso máximo al despegue: 4.900 kg
- Planta motriz: 1× BMW 801 D-2, radial de 14 cilindros.
  - Potencia: 1250 kW (1677 HP; 1700 CV) , incrementada a  con inyección de MW-50 en el sobrealimentador.
- Hélices: 1× tripala por motor.

### Rendimiento
- Velocidad máxima operativa (Vno): 657 km/h (408 MPH; 355 kt) a 5.920 m de altitud.
- Alcance: 800 km (432 nmi; 497 mi)
- Techo de vuelo: 11 410 m (37 434 ft)
- Régimen de ascenso: 14,1 m/s (2776 ft/min)
- Carga alar: 241 kg/m²
- Potencia/peso: 0,29 - 0,33 kW/kg

### Armamento
- Ametralladoras: 2× MG 131 de calibre 13 mm, con 475 balas.

- Cañones: 4× MG 151/20 E de 20 mm, con 250 proyectiles en la raíz del ala y 140 en un carenado fuera de ella.

### Fw 190 D-9
Referencia datos: [cita requerida]

### Características generales
- Tripulación: 1 piloto
- Longitud: 10,2 m
- Envergadura: 10,5 m
- Altura: 3,35 m
- Superficie alar: 18,3 m²
- Peso vacío: 3490 kg
- Peso cargado: 4350 kg
- Peso máximo al despegue: 4840 kg
- Planta motriz: 1× Junkers Jumo 213 A-1, V12 invertido.
  - Potencia: 1287 kW (1726 HP; 1750 CV) , incrementada a  con inyección de MW-50 en el sobrealimentador.
- Hélices: 1× tripala por motor.

### Rendimiento
- Velocidad máxima operativa (Vno): 685 km/h (426 MPH; 370 kt) a 6600 m, 710 km/h (441 MPH; 383 kt) a 11 000 m
- Alcance: 835 km (451 nmi; 519 mi)
- Techo de vuelo: 12 000 m (39 370 ft)
- Régimen de ascenso: 17 m/s (3346 ft/min)
- Carga alar: 238 kg/m²
- Potencia/peso: 0,3 – 0,35 kW/kg

### Armamento
- Ametralladoras: 2× MG 131 de 13 mm con 475 balas

- Cañones: 2× MG 151/20 de 20 mm con 250 proyectiles en la raíz alar.
- Puntos de anclaje: 3 con una capacidad de x 2, para cargar una combinación de:  
  - Bombas: Bomba SC 500 de 500 x 1, Bomba SC 250 de 250 x 3, Bombas SC 50 de 50 x 8 (opcional)
  - Otros: Cohetes Doedel x 2 (opcional)

### Desarrollos relacionados
- Focke-Wulf Ta 152

### Aeronaves similares
- Grumman F6F Hellcat
- Republic P-47 Thunderbolt
- Vought F4U Corsair
- North American P-51 Mustang
- Kawasaki Ki-100
- Nakajima Ki-84
- Mitsubishi A6M Zero
- Supermarine Spitfire
- Hawker Hurricane
- Lavochkin La-5
- Lavochkin La-7
- Polikarpov I-185
- Hawker Sea Fury

### Secuencias de designación
- Sistema de designación aeronaves del RLM: ← Ju 187 · Ju 188 · Fw 189 · Fw 190 · Fw 191 · Ao 192 · DFS 193 →

### Listas relacionadas
- Anexo:Cazas de la Segunda Guerra Mundial
- Anexo:Aeronaves militares de Alemania en la Segunda Guerra Mundial